# Оуян Цзинъу
Оуя́н Цзинъу́ (кит. трад. 歐陽竟無, упр. 欧阳竟无, пиньинь Ōuyáng Jìngwú, Оуя́н Цзянь кит. трад. 歐陽漸, упр. 欧阳渐, пиньинь Ōuyáng Jiàn) (1871—1943) — один из светских реформаторов китайского буддизма начала — первой половины XX века. Основатель буддийской Академии Внутренней Науки в Нанкине (1922—1952). 
Ученик Ян Вэньхуэя. Философия Оуяна была следствием реимпорта памятников философии йогачары из Японии через посредство Нандзё Бунъю и Ян Вэньхуэя. Оуян Цзинъу критиковал собственно китайские буддийские школы, отдавая предпочтение индианизированной версии Сюаньцзана. 
В начале своей деятельности вслед за Ян Вэньхуэем придерживался буддизма китайской школы Хуаянь, потом разочаровался в нём и посвятил специальные сочинения критике доктрины Махаяна шраддхотпада шастры («Трактат о пробуждении веры в Махаяну», VI в.), в которой он видел источник «искажений» индийского учения в Китае. 
Основной тезис йогачары восходит к каноническому тексту махаянского буддизма Дашабхумика сутре («Сутра десяти ступеней»), где провозглашается следующее положение: «Что касается трех миров, то они есть не что иное, как только лишь сознание». Поэтому йогачару часто сравнивают с европейскими формами идеализма, особенно, с идеализмом Беркли. 

## Семья
Сын — китайский политический и военный деятель японо-китайской войны 1937-1945 Оуян Гэ (пиньинь Ōuyáng Ge, кит. трад. 歐陽格, кит. упр. 欧阳格, 1895-1940).